# Bollullos de la Mitación
Bollullos de la Mitación este un municipiu în provincia Sevilia, Andaluzia, Spania cu o populație de 5.341 locuitori.
1. ↑  Nomenclátor Geográfico de Municipios y Entidades de Población (20240402 edition)